# 囡囡 (電影)
《囡囡》（英語：Girl$）是由畢國智導演的一部电影，以香港援交少女為題材。“囡囡”是對小女生的暱稱，籍此帶出“學生賣春”的社會問題。

## 上映
2010年4月5日，香港國際電影節上舉行首映。2010年9月2日，在香港公映。

## 主演
主演者包括冼色麗、衛詩雅、王敏奕、曾國祥和吳浩康等。
其中冼色麗表示：「這也是自己入行以來拍攝過尺度最大的一部戲，很多場面需要戲外自己消化，做足準備功夫才得以順利拍完，所幸影片效果出來還都不錯。」
- 冼色麗 飾 Ronnie
- 詩　雅 飾 Icy
- 王敏奕 飾 Gucci
- 林鈺軒 飾 Lin
- 曾國祥 飾 阿駿
- 吳浩康 飾 Gucci哥哥
- 謝凱榮 飾 歐斌
- 駱振偉 飾 警察
- 蔡瑩瑩 飾 Sliver
- 李莉琳 飾 歐斌女友
- 張建聲 飾 阿南
- 潘健豪 飾 Bosco
- 張月娥 飾 Gucci媽媽
- 子昊 飾 AV達人

## 花絮
- 電影中加插了另一部類似題材的電影《性工作者十日談》的部份片段，以示致敬。
- 電影劇情側面描述了援交少女接生意時不幸被兇徒殺死肢解，反映現實中發生的類似案件（王嘉梅命案）及援交少女所面對的危險。

## 題材相同電影
- 《微交少女》
- 《澀谷24小時》

## 外部連結
- 開眼電影網上《囡囡》的資料（繁體中文）
- 豆瓣电影上《囡囡》的資料 （简体中文）
- 时光网上《囡囡》的資料（简体中文）
- AllMovie上《囡囡》的资料（英文）
- 爛番茄上《囡囡》的資料（英文）
- 香港影庫上《囡囡》的資料（繁體中文）
- 互联网电影数据库（IMDb）上《囡囡》的资料（英文）